# Яремчук Ольга Зеновіївна
Яремчук Ольга Зеновіївна (нар. 11 вересня 1984 р.[джерело не вказане 1394 дні], с. Орихівчик[джерело не вказане 1394 дні] Бродівського району Львівської області[джерело не вказане 1394 дні]) — українська вчена у галузі біохімії, доктор біологічних наук (2021), професор кафедри медичної біохімії Тернопільського національного медичного університету імені І. Я. Горбачевського МОЗ України.

## Життєпис
У 2001 році вступила до Тернопільського державного педагогічного університету імені Володимира Гнатюка, який з відзнакою закінчила у 2006 році за спеціальністю «Педагогіка і методика середньої освіти. Хімія і біологія».
З 2006 року працює у Тернопільському національному медичному університеті: старший лаборант кафедри фармакології з клінічною фармакологією (2006—2010), асистент кафедри медичної біохімії (2010—2013), старший викладач цієї ж кафедри (2013—2014).
З 2013 р. по 2018 р. — помічник проректора з науково-педагогічної роботи та соціальних питань, керівник Центру виховної роботи та культурного розвитку.
2014—2021 р. — доцент кафедри медичної біохімії Тернопільського національного медичного університету ім. І. Я. Горбачевського.
З листопада 2021 р. — по даний час — професор кафедри медичної біохімії Тернопільського національного медичного університету ім. І. Я. Горбачевського.

## Наукова діяльність
У 2012 р. захистила кандидатську дисертацію на тему «Особливості біохімічних процесів у печінці та нирках при експериментальному ураженні підшлункової залози та способи їх корекції» із спеціальності 03.00.04 — біохімія (науковий керівник — проф. Посохова К. А.) у Чернівецькому національному університеті імені Юрія Федьковича.
У 2021 р. захистила докторську дисертацію на тему «Механізми дії модуляторів системи нітроген оксиду за умов експериментального антифосфоліпідного синдрому» у Національному університеті біоресурсів і природокористування України із спеціальності 03.00.04 — біохімія (науковий консультант — проф. Посохова К. А.) [Архівовано 4 червня 2021 у Wayback Machine.].
У 2021 році отримала звання професора.
Наукові інтереси: біохімія оксидативного та нітрооксидативного стресу, вивчення ролі нітроген оксиду в механізмах розвитку гострого панкреатиту та антифосфоліпідного синдрому, біохімія гемостазу, дослідження механізмів ендотеліальної дисфункції при антифосфоліпідному синдромі. Член Українського біохімічного товариства.

## Доробок
Автор і співавтор понад 120 наукових і навчально-методичних праць, 1 посібник, 3 патентів України на корисну модель  [Архівовано 18 травня 2021 у Wayback Machine.].
Основні наукові праці
1. Yaremchuk O. Z., Posokhova K. A., Kuzmak І. P., Kulitska M. I., Klishch I. М., Korda M. M. Indexes of nitric oxide system in experimental antiphospholipid syndrome. Ukr. Biochem. J. 2020. Vol. 92(1). Р. 75–83.
2. Yaremchuk O. Z. Contents of Myelin Basic Protein and Autoantibodies against Brain Proteins in the Experimental Antiphospholipid Syndrome. Neurophysiology. 2020. Vol. 52(2). Р. 116—123.
3. Яремчук О. З., Посохова Е. А., Лихацкий П. Г., Летняк Н. Я., Кулицкая М. И., Кузьмак И. П., Лисничук Н. Е., Делибашвили Д. Г. Продукция активных форм кислорода и развитие апоптоза в лейкоцитах крови при экспериментальном антифосфолипидном синдроме. Georgian Medical News. 2020. Vol. 2(299). Р. 120—125.
4. Яремчук О. З., Сорока Ю. В., Кулицкая М. И., Кузьмак И. П., Черняшова В. В., Наморадзе М. Ш., Делибашвили Д. Г. Посохова Е. А. Нейропротекторный эффект аминогуанидина при экспериментальном антифосфолипидном синдроме на фоне беременности. Georgian Medical News. 2020. Vol. 4(301). Р. 159—165.
5. Yaremchuk O. Z., Posokhova K. A., Lykhatskyi P. H., Letniak N. Ya., Moseychuk I. P. L-arginine and aminoguanidine effect on the cytokine profile in obstetric antiphospholipid syndrome. Regulatory Mechanisms in Biosystems. 2020. Vol. 11(1). Р. 136—139.
6. Yaremchuk O. Z., Posokhova K. A. Content of GFAP in the Brain of BALB/C Mice with the Antiphospholipid Syndrome: Effects of L-Arginine and Aminoguanidine. Neurophysiology. 2019. Vol. 51(6). P. 409—415.
7. Яремчук О. З., Посохова Е. А., Бандас И. А., Курило К. И., Цибульская Л. С. Исследование основного протеина миелина в ткани головного мозга мышей BALB/c при экспериментальном антифосфолипидном синдроме и при действии модуляторов синтеза оксида азота. Georgian Medical News. 2019. Vol. 12(297). P. 135—140.
8. Яремчук О. З, Посохова К. А., Куліцька М. І. Вплив L-аргініну та аміногуанідину на показники вільнорадикального окиснення у нирках при експериментальному антифосфоліпідному синдромі. Світ медицини та біології. 2018. № 3(65). С. 210—214.
9. Яремчук О. З., Посохова К. А. Зміни біохімічних показників печінки та нирок при експериментальному ураженні підшлункової залози та за дії модуляторів синтезу оксиду азоту і рекомбінантної супероксиддисмутази. Український біохімічний журнал. 2011. Т. 83, № 4. С. 58–67.

### Державні нагороди України
Подяка Прем'єр-міністра України за вагомий особистий внесок у забезпечення розвитку системи охорони здоров'я, багаторічну сумлінну працю та високий професіоналізм (2017 р.).